# 白梅之塔
白梅之塔（しらうめのとう）は、沖縄県糸満市真栄里に所在する、沖縄戦末期に白梅学徒隊の生存者が野戦病院解散後、退避して来た壕の跡に立つ慰霊碑。

## 概要

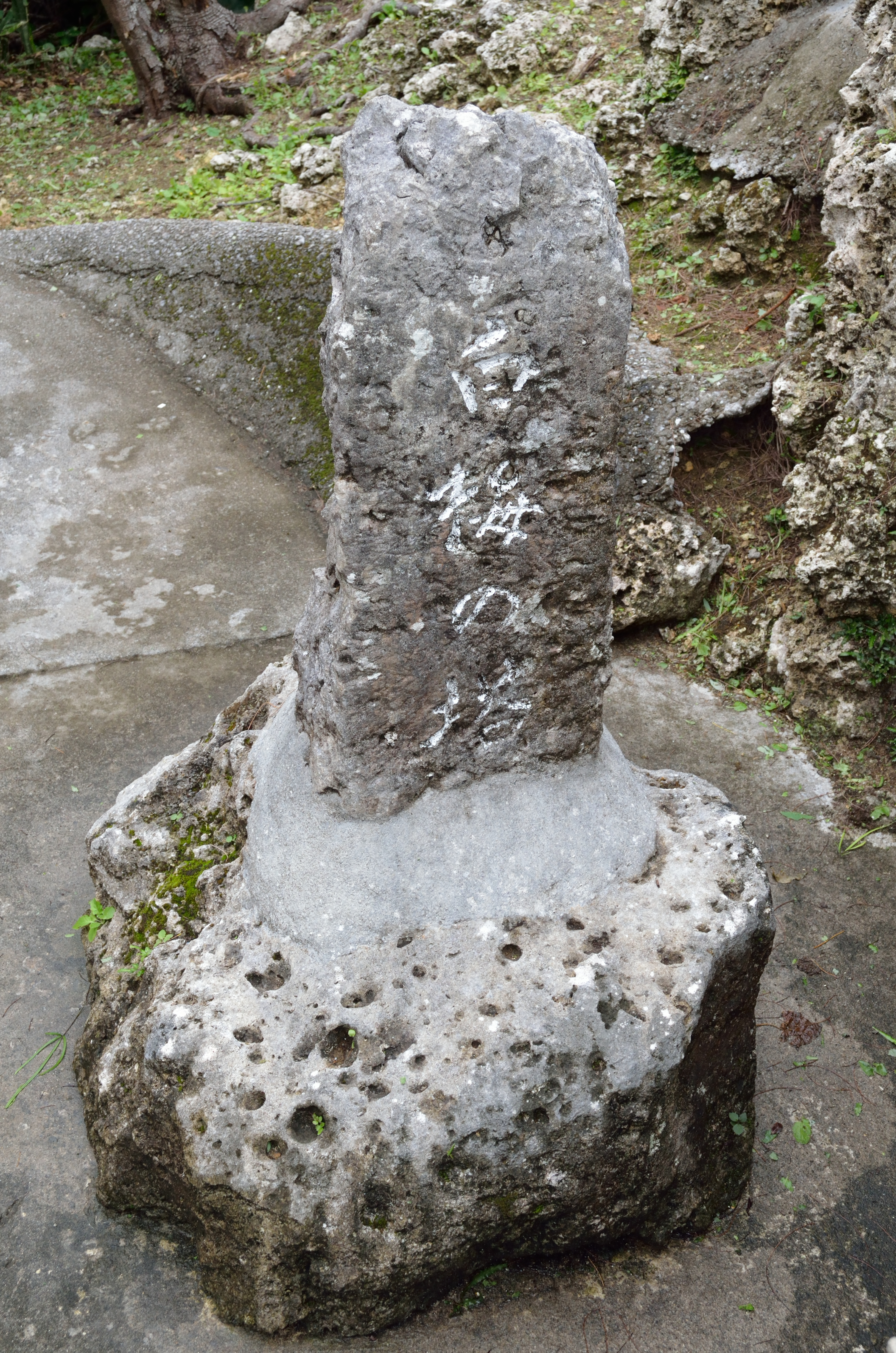
建立時の小さな自然石の碑

沖縄県立第二高等女学校の生徒からなる学徒隊の最後の場所である。八重瀬町富盛に所在する八重瀬岳の第24師団第1野戦病院解散後、6月4日以降に16人学徒隊が移動して辿り着いた壕である。上の壕（眞山之塔裏）、下の壕（白梅之塔側）と呼ばれた真栄里の自然壕で、上の豪は食糧弾薬倉庫、下の豪は傷病兵の看護場所で学徒らは負傷兵の手当を手伝った。6月21日に下の壕が、翌22日に上の壕が米軍の激しい攻撃を受けた。敗戦後、1948年1月に自然石の小さな碑を建立し、第1回の慰霊祭が執り行われた。「塔」と呼称されているが、画像の通り、実物は高さ数十センチメートルの石碑でそれほど高くはない。その後、1951年8月に建て替えられ、再度、1992年6月に現在の慰霊塔に改修された。維持管理については、白梅同窓会が行っている。敷地内には国吉住民が建立した「萬魂之塔」があり、周辺地区には山形県出身者の「山形の塔」やサイモン・バックナー中将が戦死したとされる「バックナー中将戦死之跡」が所在する。2021年、長年の参道のコンクリート破損などの周辺環境問題を解決するためのクラウドファンディングが実施された。目標金額の1,880,000円に対し、2,949,000円が集まり、12月4日に修繕が完了しお披露目が行われた。
同市内字伊原に所在する、ひめゆりの塔及びひめゆり平和祈念資料館周辺地区と比較し、ドライブインや土産物屋は所在していない。また、道路標識も大きいものが無いので、碑がある敷地が分かりづらい立地となっている。

## アクセス
バス路線
- 107番（南部循環（真壁廻り）線）琉球バス交通 ｢県営新垣団地入口｣バス停 下車 徒歩20分（約1.2km）[6]

## その他
- 毎年、6月23日の慰霊の日には当該慰霊塔にて慰霊祭を執り行っており、2019年迄は白梅同窓会と遺族等のグループである白梅協力会の主催で行っていたが、2019年3月から白梅同窓会会長である中山きくと平和学習を通じで知り合った、ローカル雑誌「モモト」（東洋企画印刷）の編集長である、いのうえちずを含めた20代から50代の男女9人から構成されている「若梅会（わかうめかい）」が中山の呼び掛けで結成され[7][8]、前述の同窓会と協力会と3グループにて構成されている「白梅継承の会」の主催に移行され、代表者もいのうえ名義にて執り行っている。2020年は新型コロナウイルス感染症感染拡大防止の観点に伴い、慰霊祭の開催自体が中止になっている慰霊塔もある中、コロナ禍ではあるが慰霊は規模縮小し、自主参拝とした[9]。
- 2011年頃、毎年慰霊に訪れていた神奈川県の団体から寄贈された塔に安置されている地蔵2体や花瓶、掃除道具が、2013年4月7日、9時半頃に盗難されたと通報があった[10][11][12]。この日は、独立総合研究所の会員制クラブであるインディペンデントクラブの集団慰霊が執り行われた日であった[13]。3日後の10日に地蔵2体、花瓶、掃除道具は傍らの雑木林に投げ捨てられた状態で発見された[14][15]。

## 文献
- アジア歴史資料センター（公式）
  - Ref.C11110247100『第32軍(通称号、球1616部隊)』。
  - Ref.C11110246900『学徒隊編成及び処理状況(1959年6月)』。
  - Ref.C11110241600『白梅之塔』。
  - Ref.C11110246400『沖縄県立第二高等女学校』。
  - Ref.C11110246500『県立第二高女生従軍学徒の手記』。

## 関連リンク
- 若梅会 (wakaumekwai) - Facebook
- 白梅之塔 | 糸満市

座標: 北緯26度5分47.5秒 東経127度41分26.5秒 / 北緯26.096528度 東経127.690694度